# Heinola
Heinola est une ville du centre-sud de la Finlande, dans la région du Päijät-Häme.

## Histoire
À l'origine village sans importance de la commune de Hollola, comme sa voisine Lahti, Heinola est créé se toutes pièces en 1776 quand Gustave III de Suède la proclame centre provincial.
Le plan de ville date de cette époque, même si aucun bâtiment d'importance n'a survécu aux incendies.
Les russes accordent ensuite à la ville ses droits de cité mais transfèrent la capitale provinciale à Mikkeli en 1843.
La ville stagne ensuite pendant plusieurs décennies, et elle connaît son plus fort développement après la Seconde Guerre mondiale, lorsqu'elle devient un centre important de l'industrie du papier.

## Géographie
La ville est située sur une moraine séparant les lacs Ruotsalainen et Konnivesi, à proximité du point de départ du fleuve Kymijoki,.
Elle est bordée par les municipalités de Nastola au sud, Asikkala à l'ouest, Sysmä et Hartola au nord, toutes côté Päijät-Häme. Elle a également une frontière avec Iitti et Jaala au sud-ouest (Vallée de la Kymi) ainsi qu'avec Mäntyharju et Pertunmaa au nord-ouest (Savonie du Sud).

## Administration

### Conseil municipal
Les 43 conseillers municipaux sont répartis comme suit :
| Parti     | Parti                              | Sièges 2021–2025 |
| --------- | ---------------------------------- | ---------------- |
|           | Parti social-démocrate de Finlande | 12               |
|           | Parti de la Coalition nationale    | 10               |
|           | Alliance de gauche                 | 1                |
|           | Vrais Finlandais                   | 7                |
|           | Ligue verte                        | 0                |
|           | Parti du centre                    | 3                |
|           | Chrétiens-démocrates               | 3                |
|           | Parempi Heinola yhteislista        | 7                |
| Sources : |                                    |                  |

## Transports

### Transports routiers
Le centre-ville se situe à 35 km de Lahti et à 138 km d'Helsinki par la nationale 4 (E75).
Heinola et le nord de la vallée de la Kymi sont reliés par la route principale 46, qui va du centre d Heinola au centre de Kouvola, en passant par Jaala, Kuusankoski et Valkeala.

### Transports ferroviaires
La ligne Lahti–Heinola dessert notamment la halte de Vierumäki et la gare d'Heinola (fi).

### Transports aquatiques
Pendant l'été, il existe des liaisons entre Lahti et Heinola, qui traversent les lacs Ruotsalainen, Päijänne et Vesijärvi et le canal de Kalkkinen et le canal de Vääksy.
Pendant la saison estivale, il y a aussi un trafic lacustre entre Heinola et Jyväskylä.
En 2020, le canal de Kimola (fi) a ouvert une voie navigable de plaisance entre Heinola et Kuusankoski.

## Démographie
Depuis 1980, la démographie de Heinola a évolué comme suit :
| Année      | 1980   | 1985   | 1990   | 1995   | 2000   | 2005   |
| ---------- | ------ | ------ | ------ | ------ | ------ | ------ |
| population | 21 441 | 21 776 | 22 255 | 22 016 | 21 178 | 20 729 |

| Année      | 2010   | 2016   | 2020   |
| ---------- | ------ | ------ | ------ |
| population | 20 258 | 19 350 | 18 552 |

## Économie

### Principales entreprises
En 2021, les principales entreprises d'Heinola par chiffre d'affaires sont :
| Société                        | C.A.   |
| ------------------------------ | ------ |
| Versowood Oy                   | 353 M€ |
| Weckman Steel Oy               | 27 M€  |
| K-Citymarket Heinola           | 22 M€  |
| Suomen Kuitulevy Oy            | 17 M€  |
| Institut finlandais des sports | 14 M€  |
| Heinolan Sahakoneet Oy         | 12 M€  |
| Pekan Leipä Oy                 | 12 M€  |
| Vierumäen Matkakeidas          | 10 M€  |
| Heinolan Levy ja Lista Oy      | 8 M€   |
| HSL Group Oy                   | 7 M€   |

### Employeurs
En 2021, ses plus importants employeurs sont:
| Employeur                      | Employés |
| ------------------------------ | -------- |
| Versowood Oy                   | 733      |
| Weckman Steel Oy               | 109      |
| Pekan Leipä Oy                 | 94       |
| Institut finlandais des sports | 90       |
| Suomen Kuitulevy Oy            | 70       |
| Arkta Laatuseinä Oy            | 48       |
| Mittametalli Oy                | 46       |
| Vierumäen Matkakeidas          | 41       |
| Vierumäki Sports Oy            | 37       |
| Heinolan Sahakoneet Oy         | 35       |

### Crises
Heinola a subi la crise économique de 2008 en particulier la fermeture de la scierie et de l'usine de contreplaqué d'UPM-Kymmene qui était l'employeur principal de la commune.

## Lieux et monuments
Heinola compte de nombreux lieux et monuments:
- Parc national urbain
- Église d'Heinola
- Église rurale.
- Église paroissiale
- Parc Maaherranpuisto
- Parc Harjupuisto
- Château d'eau
- Pavillon de l'esker
- Institut des sports
- Cimetière d'Heinola
- Séminaire d'Heinola
- Arena Versowood
- Parc ornithologique
- Pont de Tähtiniemi
- Église orthodoxe
- Centre médical
- Lycée d'Heinola (fi)
- Gare d'Heinola (fi)
- Théâtre d'été
- Parc Rantapuisto
- Musées d'Heinola
  - Musée municipal
  - Musée d'art
  - Maison Aschan
- Parc Dorkin
- Peinture rupestre
- Église du diable
- Jyrängönvirta
- Koskensaari
- Hevossaari

| Carte de lieux et monuments d'Heinola                                              |
| Carte interactive de lieux et monuments d'Heinola (cliquer pour voir les détails). |

## Jumelages
| Ville | Ville        | Pays | Pays        | Période                    |
| ----- | ------------ | ---- | ----------- | -------------------------- |
|       | Baranavitchy |      | Biélorussie | depuis le 7 septembre 1979 |
|       | Karlshamn    |      | Suède       |                            |
|       | Peine        |      | Allemagne   |                            |
|       | Piešťany     |      | Slovaquie   |                            |

## Personnalités
| - Werner von Essen, architecte - Tapio Kantanen, athlète - Kalle Kauppi, homme politique - Leo Laakso, sauteur à ski | - Atte Mustonen, pilote automobile - Paavo Nuotio, sauteur à ski - Jukka-Pekka Saraste, chef d'orchestre |

## Événements
La ville est connue pour abriter chaque été le Championnat du monde d'endurance au sauna.
Elle a également accueilli les Asuntomessut en 2004.

## Galerie

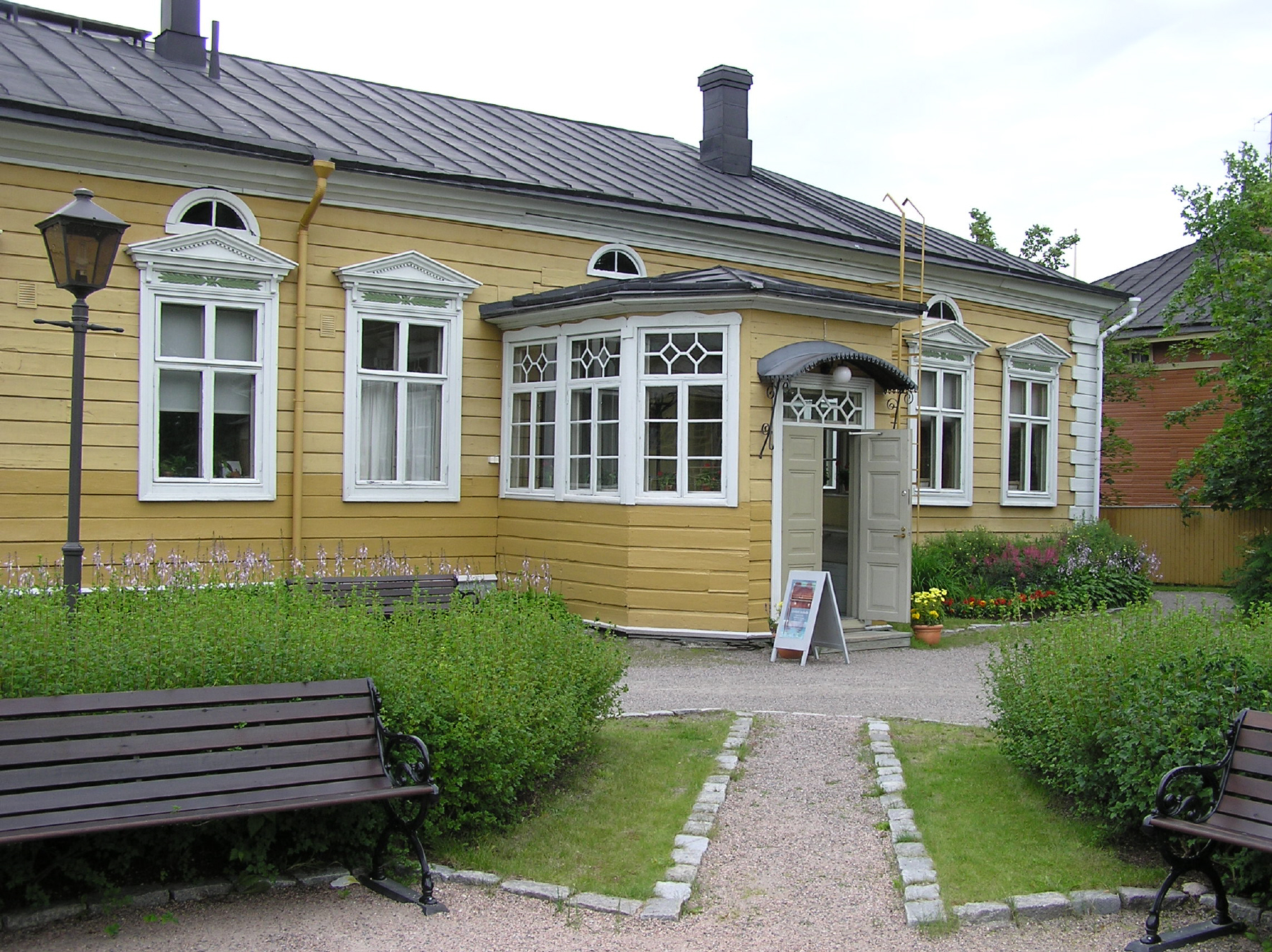
Le musée d'art d'Heinola.
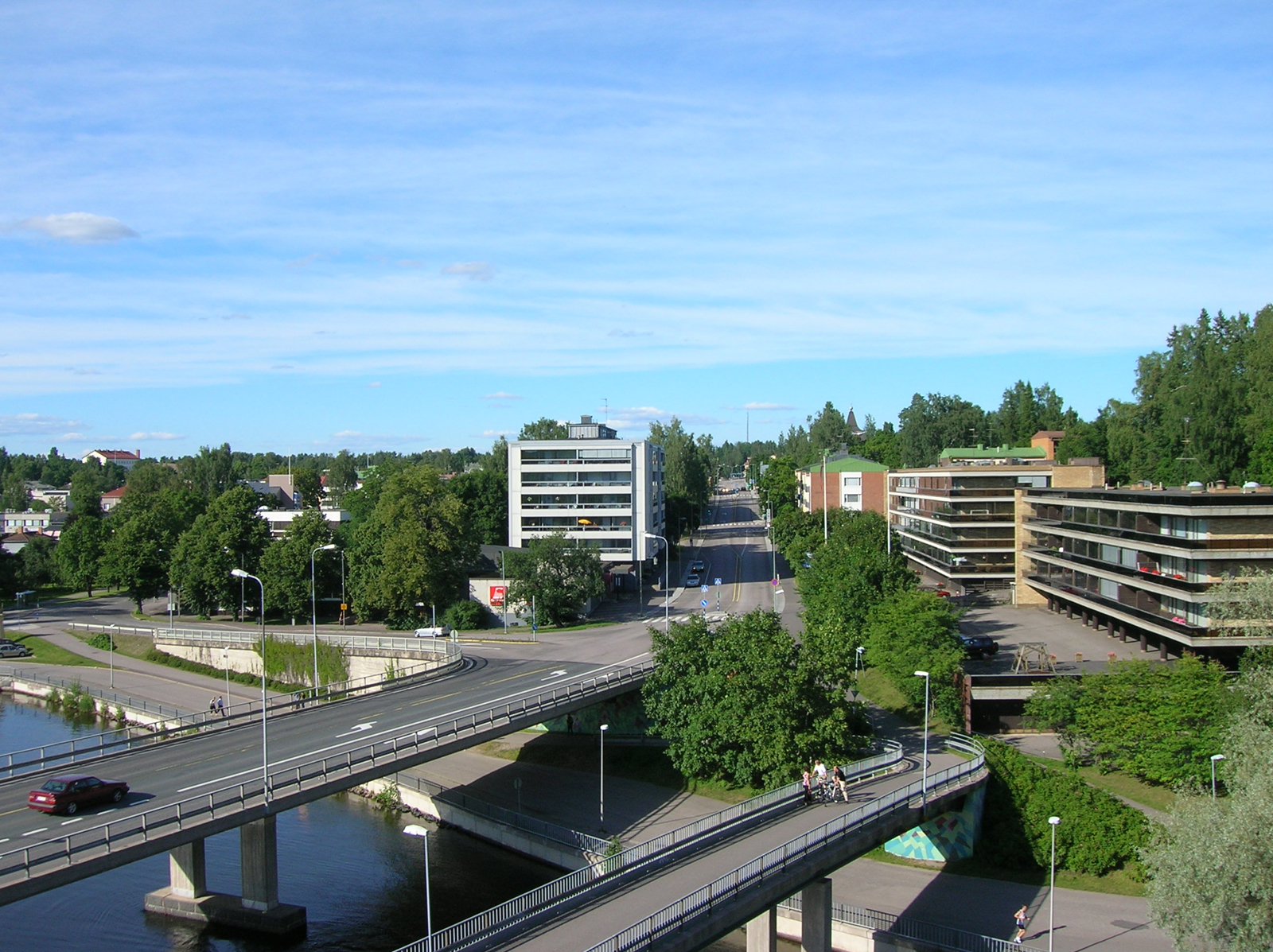
L'entrée d'Heinola.
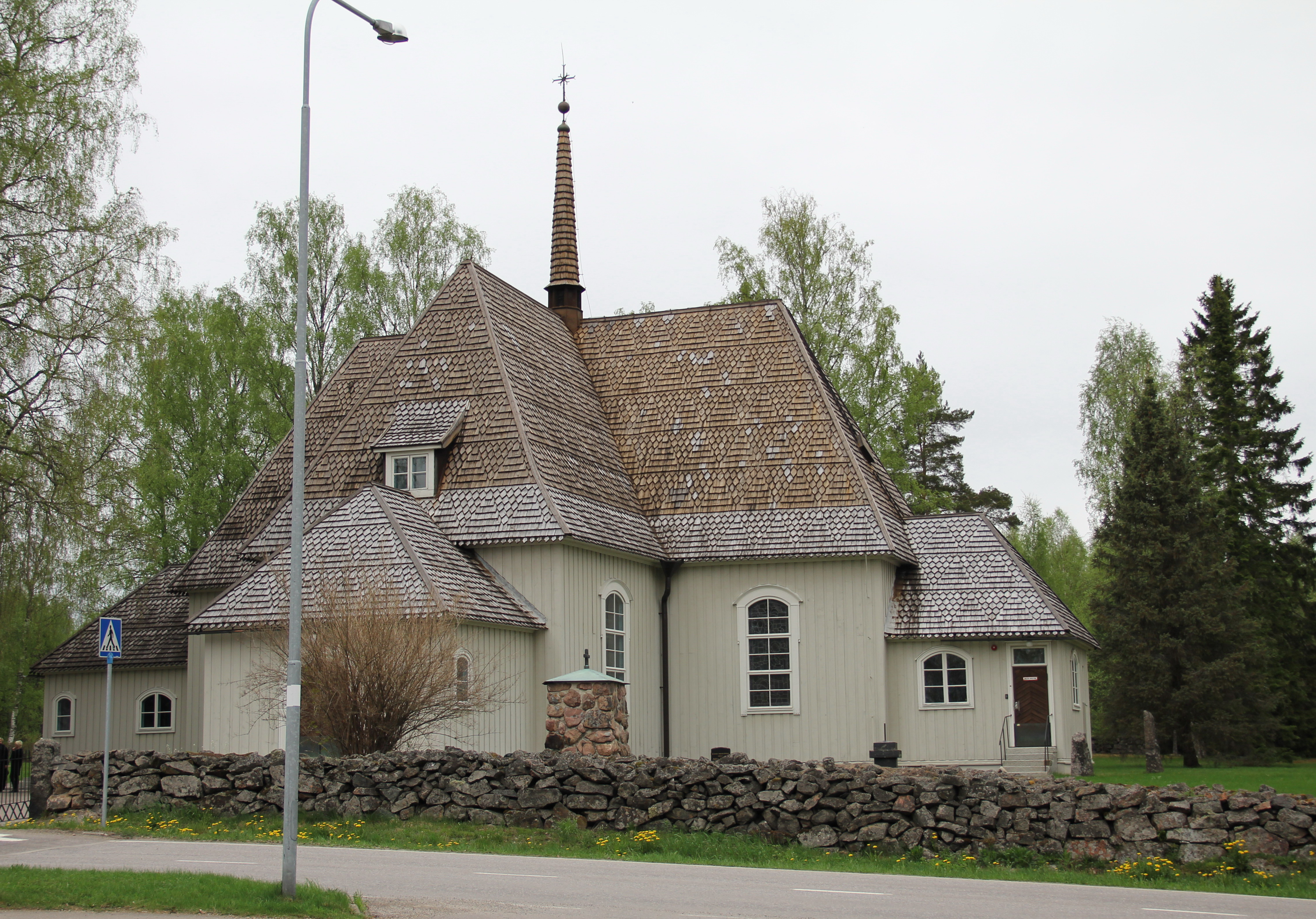
L'église rurale d'Heinola.
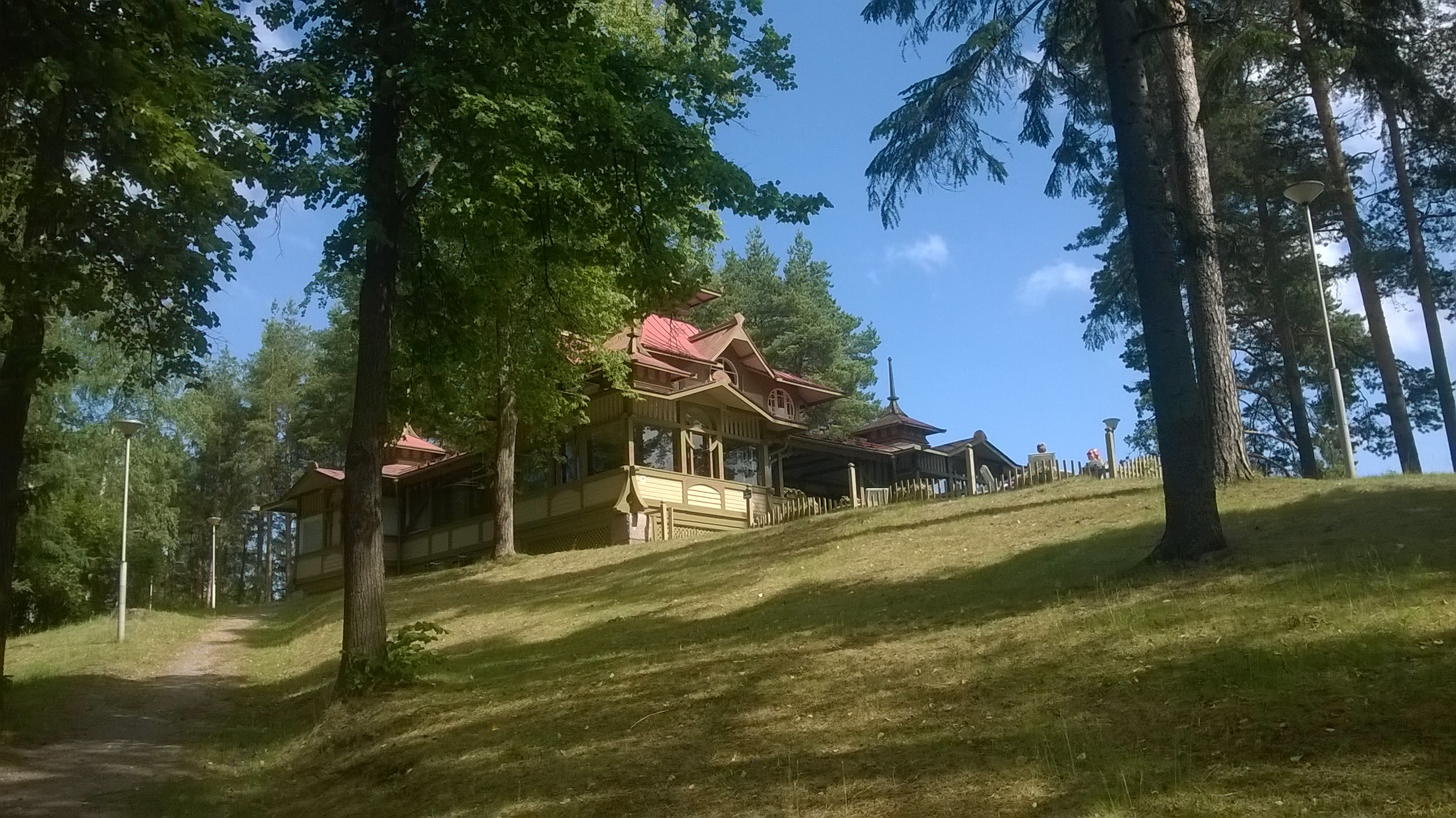
Le pavillon de l'esker.
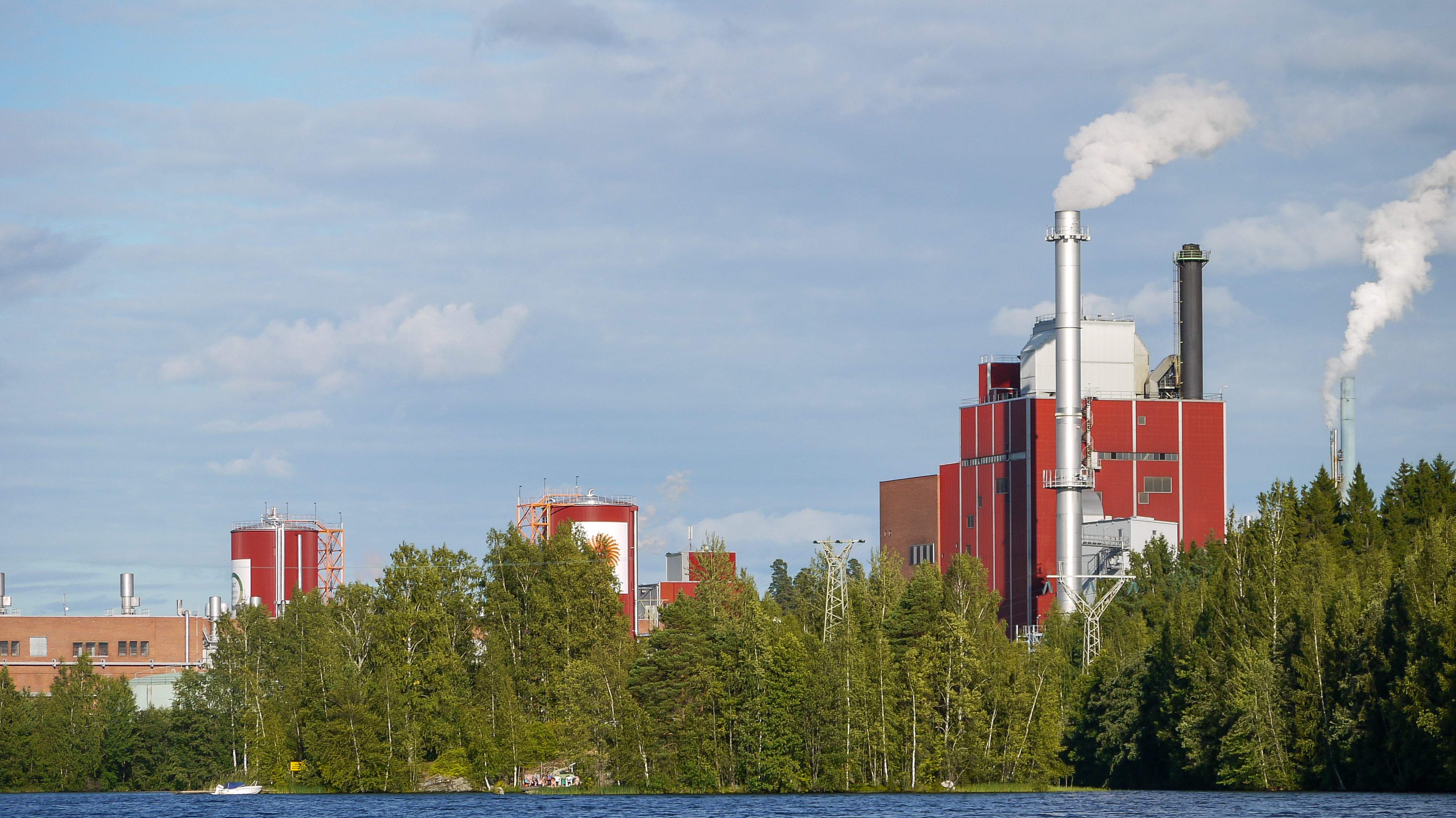
Cartonnerie d'Heinola.
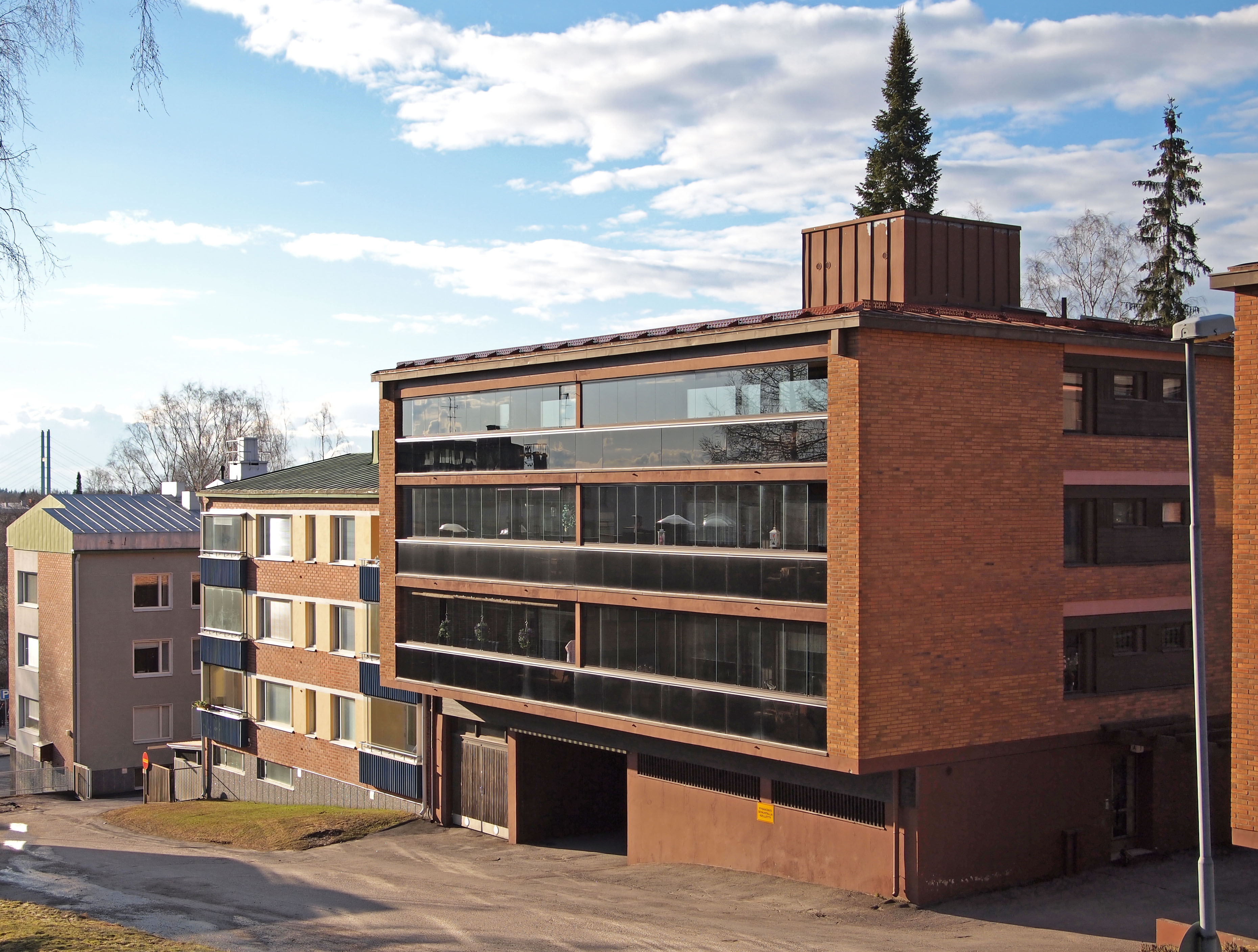
Bâtiments d'Heinola.
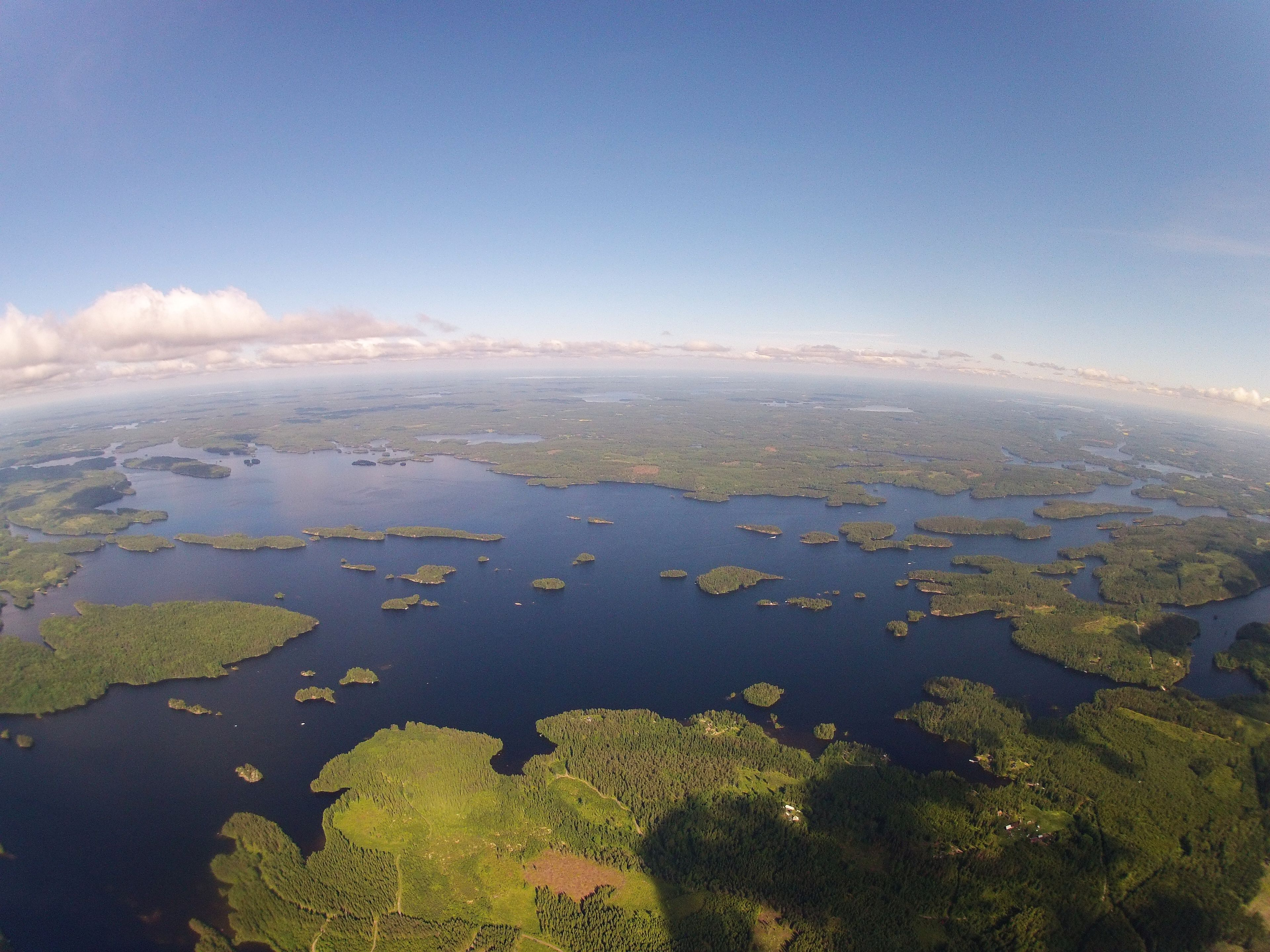
Le Konnivesi à Heinola et Iitti.